# Miss Universo Irlanda
Miss Universo Irlanda (en inglés: Miss Universe Ireland) es un concurso de belleza nacional en Irlanda. Se encarga de seleccionar a la representante del país para el concurso Miss Universo.

## Ganadoras

### Miss Universo Irlanda (2002-presente)
: Declarada como ganadora
     : Terminó como finalista
     : Terminó como una de las semifinalistas o cuartofinalistas
     : Terminó como ganadora de premios especiales
| Año  | Condado     | Miss Universo Irlanda | Posición en Miss Universo | Premios especiales | Notas |
| ---- | ----------- | --------------------- | ------------------------- | ------------------ | --- |
| 2024 | Cork        | Sofia Labus           | No clasificó              |                    | |
| 2023 | Kildare     | Aishah Akorede        | No clasificó              |                    | |
| 2022 | No compitió | No compitió           | No compitió               | No compitió        | No compitió |
| 2021 | Belfast     | Katharine Walker      | No clasificó              |                    | Designada: debido al impacto de pandemia de COVID-19, la finalista de Miss Universo Irlanda 2020 fue coronada como Miss Universo Irlanda 2021. |
| 2020 | Ulster      | Nadia Sayers          | No clasificó              |                    | |
| 2019 | Dublín      | Fionnghuala O'Reilly  | No clasificó              |                    | |
| 2018 | Donegal     | Grainne Gallanagh     | Top 20                    |                    | |
| 2017 | Cork        | Cailín Toibín         | Top 16                    |                    | Dirección de Brittany Mason (MOXIE Media Production).                                                                                          |
| 2016 | No compitió | No compitió           | No compitió               | No compitió        | No compitió |
| 2015 | Londonderry | Joanna Cooper         | No clasificó              |                    | |
| 2014 | Cork        | Lisa Madden           | No clasificó              |                    | |
| 2013 | No compitió | No compitió           | No compitió               | No compitió        | No compitió |
| 2012 | Dublín      | Adrienne Murphy       | No clasificó              |                    | |
| 2011 | Limerick    | Aoife Hannon          | No clasificó              |                    | |
| 2010 | Tipperary   | Rozanna Purcell       | Top 10                    |                    | |
| 2009 | Dublín      | Diana Donnelly        | No clasificó              |                    | |
| 2008 | Dublín      | Lynn Kelly            | No clasificó              |                    | |
| 2007 | No compitió | No compitió           | No compitió               | No compitió        | No compitió |
| 2006 | Galway      | Melanie Boreham       | No clasificó              |                    | |
| 2005 | Dublín      | Mary Gormley          | No clasificó              |                    | |
| 2004 | Louth       | Cathriona Duignam     | No clasificó              |                    | |
| 2003 | Limerick    | Lesley Flood          | No clasificó              |                    | |
| 2002 | Dublín Sur  | Lisa O'Sullivan       | No clasificó              |                    | Dirección Andrea Roche (Andrea Model). |

### Miss Irlanda (1961-2001)
: Declarada como ganadora
     : Terminó como finalista
     : Terminó como una de las semifinalistas o cuartofinalistas
     : Terminó como ganadora de premios especiales
| Año  | Condado    | Miss Irlanda                 | Posición en Miss Universo | Premios especiales | Notas |
| ---- | ---------- | ---------------------------- | ------------------------- | ------------------ | --- |
| 2001 | Tipperary  | Lesley Turner                | No clasificó              |                    | Miss Universo Irlanda 2001 (título separado).                                                                                              |
| 2000 | Tipperary  | Louise Doheny                | No clasificó              |                    | Miss Universo Irlanda 2000 (título separado).                                                                                              |
| 1999 | Dublín     | Vivienne Doyle               | No clasificó              |                    | |
| 1998 | Tipperary  | Andrea Roche                 | Top 10                    |                    | |
| 1997 | Limerick   | Fiona Mullally               | No clasificó              |                    | Designada: la tercera finalista de Miss Irlanda 1996 compitió en Miss Universo 1997.                                                       |
| 1996 | Cavan      | Joanne Black                 | No clasificó              |                    | |
| 1995 | Dublín     | Anna Maria McCarthy          | No clasificó              |                    | |
| 1994 | Dublín Sur | Pamela Flood                 | No clasificó              |                    | |
| 1993 | Cork       | Sharon Ellis                 | No clasificó              |                    | |
| 1992 | Down       | Jane Thompson                | No clasificó              |                    | Designada como Miss Universo Irlanda 1992 después de que Miss Irlanda 1991 Amanda Bunker no le permitiera competir por requisitos mínimos. |
| 1991 | Fingal     | Siobhan McClafferty          | No clasificó              | - Miss Fotogénica  | |
| 1990 | Dublín Sur | Barbara Ann Curran           | No clasificó              |                    | |
| 1989 | Dublín     | Collette Jackson             | No clasificó              |                    | |
| 1988 | Dublín     | Adrienne Rock                | No clasificó              |                    | |
| 1987 | Down       | Rosemary Elizabeth Thompson  | No clasificó              |                    | |
| 1986 | —          | Karen Ann Shevlin            | No clasificó              |                    | Designada Miss Universo Irlanda 1986 después de Miss Irlanda 1985, Anne Marie no acudió al Miss Universo 1986.                             |
| 1985 | Dublín     | Olivia Marie Tracey          | Top 10                    |                    | |
| 1984 | Dublín     | Patricia Nolan               | No clasificó              |                    | |
| 1983 | Derry      | Roberta Brown                | Segunda finalista         |                    | |
| 1982 | Derry      | Geraldine Mary McGrory       | No clasificó              |                    | |
| 1981 | Dublín     | Valerie Roe                  | No clasificó              |                    | Miss Irlanda 1980 (hubo dos títulos en Miss Irlanda; Miss Irlanda Universo y Miss Irlanda Mundo).                                          |
| 1980 | Dublín     | Maura McMenamim              | No clasificó              |                    | Miss Ireland 1979 (hubo dos títulos en Miss Irlanda; Miss Irlanda Universo y Miss Irlanda Mundo).                                          |
| 1979 | —          | Lorraine Marion O’Conner     | No clasificó              |                    | |
| 1978 | Dublín     | Lorraine Bernadette Enriquez | Top 12                    |                    | |
| 1977 | Dublín     | Jakki Moore                  | No clasificó              |                    | |
| 1976 | Westmeath  | Elaine Rosemary O’Hara       | No clasificó              |                    | |
| 1975 | Dublín     | Julie Ann Farnham            | Top 12                    |                    | |
| 1974 | Dublín     | Yvonne Costelloe             | No clasificó              |                    | |
| 1973 | —          | Pauline Theresa Fitzsimons   | No clasificó              |                    | |
| 1972 | Donegal    | Maree McGlinchey             | No clasificó              |                    | |
| 1971 | —          | Marie Hughes                 | No clasificó              |                    | |
| 1970 | Fermanagh  | Rita Doherty                 | No clasificó              |                    | |
| 1969 | —          | Patricia Brine               | No clasificó              |                    | |
| 1968 | Dublín     | Tiffany Scales               | No clasificó              |                    | |
| 1967 | —          | Patricia Armstrong           | Top 15                    |                    | |
| 1966 | Cavan      | Gladys Anne Waller           | No clasificó              |                    | |
| 1965 | —          | Anne Elizabeth Neill         | No clasificó              |                    | |
| 1964 | —          | Maurine Elizabeth Lecky      | No clasificó              |                    | |
| 1963 | —          | Marlene Margaret McKeown     | Segunda finalista         | - Miss Fotogénica  | Coronada con el título de Miss Irlanda-Naciones 1963/1964                                                                                  |
| 1962 | Dublín     | Josie Dwyer                  | No clasificó              |                    | |
| 1961 | Dublín     | Jean Russell                 | No clasificó              |                    | |